# Anisodes argenticristata
Anisodes argenticristata là một loài bướm đêm trong họ Geometridae.